# インドの宇宙開発
インドの宇宙開発（インドのうちゅうかいはつ）ではインドにおける宇宙開発について述べる。
インドの宇宙開発はインドの原子力部門の主導で1960年代に開始された。インドは有用な宇宙開発を優先し予算の多くを地球観測、通信、教育放送などに向けた実用衛星に投入している。これらの開発は成長力を牽引している。2000年代には初の月探査機チャンドラヤーン1号を打ち上げ、投入に成功した。1969年以来、インド唯一の宇宙機関であるISROがインドにおける宇宙開発を主導している。

## 歴史

### 開発の立ち上げ

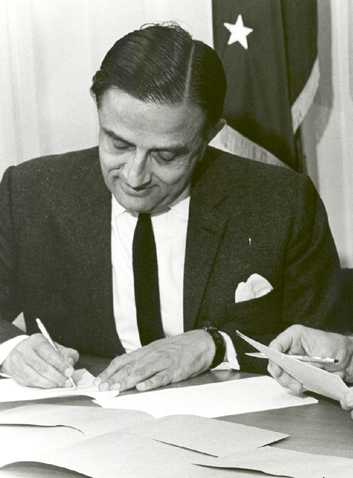
インド宇宙開発の父ヴィクラム・サラバイ

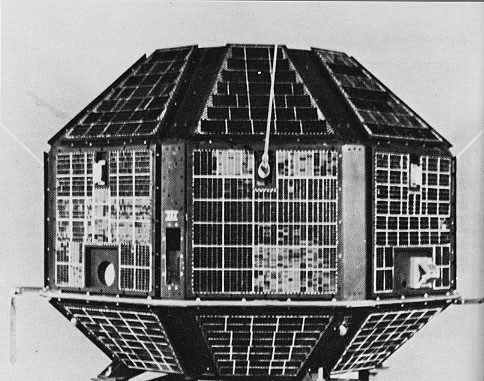
インド初の人工衛星アリヤバータ

インドの宇宙開発は1960年代に始まった。1961年、インド政府は原子力省に宇宙開発を担当させることとし、1962年2月にはインド国立宇宙研究委員会(INCOSPAR)が設立された。1962年から63年にかけて、インドの科学者団が観測ロケットの組み立てと打ち上げについて学ぶためにNASAに滞在した。最初のロケットとなったアメリカのナイキ・アパッチ　は1963年にケーララ州のトゥンバから打ち上げられた。
1964年インドはフランス国立宇宙研究センター(CNES)と契約を結び、サントールとベリエを製造するためのライセンスを取得した。
1960年代、まだ宇宙開発初期のインドでは幾つかの宇宙センターが設置された。宇宙科学技術センターがトゥンバに、実験衛星通信地球センターがアーメダバードに設置され、1969年には宇宙開発全般を担当すべくインド宇宙研究機関(ISRO)が原子力省の下に設立された。
アーンドラ・プラデーシュ州のシュリーハリコータでは発射場が建設されることとなり、アメリカが建設に協力することを拒否したためフランスの技術支援を受けて建設が進み、1970年に完成した。現在は改名されてサティシュ・ダワン宇宙センターとなっている。1971年10月9日に観測ロケットRH-125の打上げで稼動を開始した。これを見届けるように1971年12月30日に、インド宇宙開発の父と呼ばれたヴィクラム・サラバイは死去した。

### 最初の衛星とロケットの開発

インド初の宇宙飛行士ラケッシュ・シャルマ

1972年、宇宙委員会と宇宙庁が設置された。インド政府は宇宙開発のためのより野心的な目標を設定し、国産の打ち上げロケットの製造が決定された。初の国産打ち上げロケットとなったSLV3は固体燃料式の4段ロケットで地球低軌道へ40kgの積荷を打ち上げることが出来た。他国の多くは弾道ミサイルから打ち上げロケットを派生させているが、インドの場合はこのロケットを基礎として後にアグニ弾道ミサイル系統を開発している。SLVの開発責任者であったアブドゥル・カラームはその後のインドの誘導ミサイルの発展に重要な役割を担った。1974年、国立探知局(NSRA)が設立された。1975年に、インドの天文学者アリヤバータに因んで名づけられたインド初の衛星アリヤバータがソ連のカプースチン・ヤール発射場からコスモス3Mロケットで打ち上げられた。重さ360kgの衛星であり、低軌道で科学実験が行われる予定であったが打ち上げ数日後に通信が失われた。
1977年にフランスとの宇宙協力協定が締結された。また、1978年には衛星打ち上げと関連サービス、アメリカのランドサット衛星の撮影した画像の使用などでアメリカと協定を締結した。国産打ち上げ機のSLV3の初打ち上げは1979年に行われ、一度目は失敗だったものの、1980年、81年、83年の3回の打ち上げではロヒニ系統の衛星を低軌道に投入した。1979年にはインド初の地球観測衛星となるバースカラIがロシアで打ち上げられた。バースカラIは水文学、地質学や森林資源管理のためのデータ収集を目的としており、可視光と赤外線の2種のカメラが搭載されていた。同等の性能のバースカラIIが1981年にも打ち上げられている。
1980年の初め、十分な打ち上げ能力を持っていなかったインドは打ち上げ能力を拡大することを指向し、ISROは低軌道に150kgの投入能力を持つSLV3よりもより強いロケットの開発を決定した。計画はASLVと名づけられ、SLVをほぼ変更なく利用し、2機のロケットブースターを取り付けた改良型であった。 
1981年、ISROはインド初の実験静止通信衛星APPLEをアリアンロケットで打ち上げた。インドはフォード・エアロスペースと共に4基の衛星からなるINSAT-1シリーズを開発し運用した。INSAT-1Aは1982年に打ち上げられたが打ち上げ後に障害が発生し83年9月に破棄された。INSAT-1Bは同様の目的で1983年に打ち上げられた。この系統はテレビ用の2機のトランスポンダと通信用の12機のトランスポンダを積んでおり、気象の分野でも利用されている。これは21多目的衛星の系列衛星の始まりであり、徐々にインド国内に衛星通信と衛星放送の広域網を提供していった。

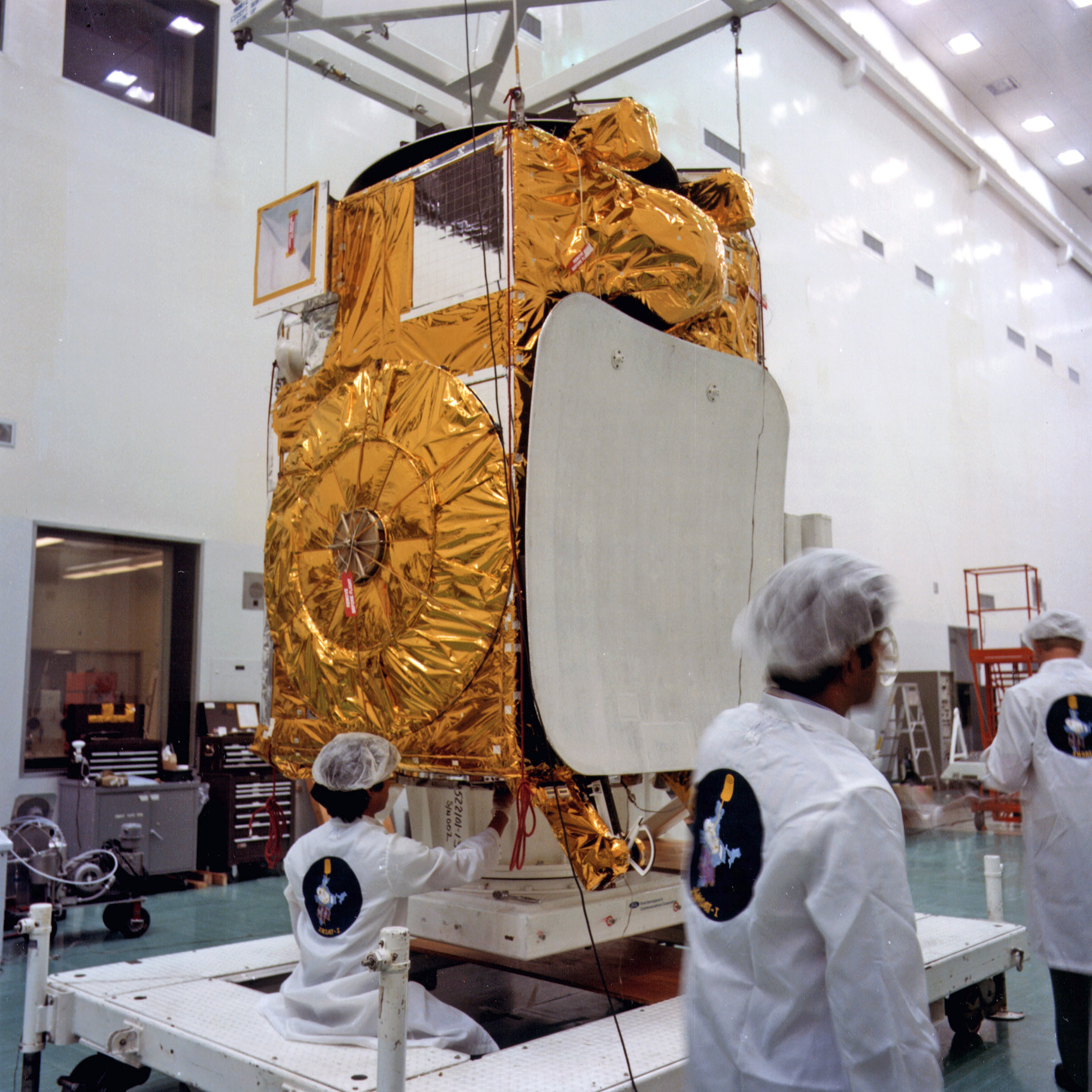
Insat-1B通信衛星

1984年、インドとアメリカは技術移転契約に調印したが、米国は東側諸国への機密技術の流出を恐れたため実現は依然として困難であった。一方、1984年4月3日にソ連のインターコスモス計画の一環としてインド空軍パイロットのラケッシュ・シャルマが初のインド人宇宙飛行士としてソユーズT-11で打ち上げられ、サリュート7号に11日間滞在した。同年秋、インド政府はソ連のエルブルースコンピューターの運用を開始している。1988年にはソ連のロケットで初のインド製造の地上観測衛星IRS 1Aが打ち上げられた。1988年、アリアンロケットがINSAT-1Cの打ち上げを行ったものの打ち上げ後に失われた。INSAT-1の最後となった4機目のINSAT-1Dは1989年に打ち上げられ、その後もインドが独自のロケットを持つまでINSATはアリアンロケットで打ち上げられた。
ASLVは1987年と1988年の最初の2回は打ち上げに失敗し、1992年の3回目の打ち上げは軌道が低すぎる部分的失敗となった。最後の打ち上げとなった4回目の打ち上げで拡大ロヒニ衛星シリーズの最後の1機を衛星軌道に投入している。

### 宇宙技術の自立に向けて
第3世代の打ち上げロケットとしてPSLVが開発された。これまでに比べはるかに野心的なロケットであり、極軌道に対してリモートセンシング衛星など1トンの重量の貨物を投入可能になっている。ブースターと4段のロケットからなるロケットであり、ブースターおよび第1段は固体燃料、第2段はスネクマ製バイキングのライセンス生産品の液体燃料ロケットヴィカース、第3段は固体で、第4段は液体燃料となっている。1993年に初打ち上げが行われ、初打ち上げは失敗だったものの以降の打ち上げはすべて成功している。PSLVは低軌道で3700kgの貨物を打ち上げることが可能で、ISROの衛星打ち上げのための標準打ち上げロケットになっている。2015年末までに30回の打ち上げが行われている。
1990年には、インドが静止軌道への衛星投入能力を保有するための新しい計画として、最も強力なロケットGSLVの開発がISROによって開始された。静止軌道に2トンというより大きな輸送能力を達成するために、ISROは多くの国外技術を採用している。ブースターは欧州のアリアン4の液体燃料補助ロケットに近いヴィカースを使用しており、第1段にはインドが開発した固体燃料ロケットが利用されている。第2段はヴィカース、第3段はロシア製の液体水素/酸素系で二段燃焼サイクル式のRD-56Mエンジンが搭載されていた。1993年、インドはロシアからロケットエンジンのライセンスを得る予定であったが、ミサイル技術管理レジームに基づいてアメリカ合衆国がロシアからインドへの技術移転に圧力を加え、ロシアは技術移転を拒否した。ロシアは7機のRD-56Mエンジンを販売し、このエンジンはGSLVの第3段に使われたが、その後インドはエンジンを独自開発することにし、CE-7.5の開発を始めた。
1992年、画像など宇宙活動由来の製品を販売するために国営のアントリクス社が設立された。1999年、ISROはPSLVでドイツのDLR-Tubsatと韓国のKITSAT-3を打ち上げ、初めて他国の衛星の商業的な打ち上げを行った。2000年、ISROはヴィカースエンジンの極低温での試験運用を開始し、これは就役が2010年に延期されたGSLVの修正型に搭載された。2001年のGSLVの初打ち上げは予定起動よりも到達点が低く失敗、その後2回は成功したが、ロシア製の第3段をインド製に交換した2010年の打ち上げも含め、2006年から2010年の間に4回の打ち上げに失敗した。その後、2014年1月5日に行われた打ち上げではエンジンは正常に稼動し打ち上げに成功している。
2002年、インドとイスラエルは宇宙の平和利用に関する協力協定に調印した。2005年、インド防衛省は軍用偵察衛星を開発し、2007年までに運用すると発表した。2007年には月を対象とした共同科学ミッションのためにロシア連邦宇宙局と10年間の契約に調印している。2008年10月22日にはPSLVがインド初の月探査機としてチャンドラヤーン1号を打ち上げ、チャンドラヤーン1号は11月8日に月周回軌道へ投入され、月の科学的な観測を始めている。

## 政策

### 予算
ISROの予算は2013年に50%増加し、その額を保っている。 2015-2016年度の予算は738億ルピー(10億8500万ユーロ)であった
- 打ち上げ機の開発 : 3億8500万ユーロ
  - 主要な支出先はGSLV MkIIIの開発であり、その他PSLVの能力向上(4600万ユーロ)、極低温メタン酸素エンジンの開発(221億ユーロ)などである。
- INSAT静止衛星計画 : 1億9400万ユーロ
- Resourcesat（英語版）、Cartosat（英語版）等の他の衛星 : 1億4150万ユーロ
- サティシュ・ダワンに建設中の第3組立塔と第4発射場など設備系統 : 1億4270万ユーロ
- 技術開発計画 : 1億6300万ユーロ
  - うちIRNSSに1800万ユーロ
- 有人宇宙飛行向け : 317万ユーロ
- 宇宙機関運用費 : 3060万ユーロ

## 宇宙機関
宇宙庁がインドの宇宙政策を管轄している。この中に幾つかの組織が存在する。
- インド宇宙研究機関(ISRO) : 宇宙機の開発と打ち上げを担当する主要組織。
- 国家リモートセンシング機関（英語版） (NRSA) : ハイデラバードに所在する。国営アントリクス（英語版）社を通してインドや民間の観測衛星が収集したデータの利用を行っている。
- 物理学研究所（英語版）(PRL) : アーメダバードに所在する。宇宙機に搭載する科学実験に関わっている。
- 国立大気科学研究所（英語版） (NARL)
- 北東宇宙応用センター（英語版）[7] (NE-SAC)
- 半導体研究所（英語版） (SCL)

組織は宇宙利用の優先を反映している。宇宙庁は首相に直属している。宇宙庁の2つの委員会が、INSAT衛星など気象通信系計画と天然資源管理を担当している。
宇宙政策の概要は5年ごとに見直され、10年ごとに設定されている。

## 施設
ISROは以下の施設で活動を行っている
- サティシュ・ダワン宇宙センター : アーンドラ・プラデーシュ州シュリーハリコータに存在し、PSLVやGSLVの打ち上げが行われる。
- ISRO衛星センター（英語版） : 衛星の運用管理を行っている
- ヴィクラム・サラバイ宇宙センター（英語版） : PSLVやGSLVの製造組み立てが行われる。

## ロケット

インドのロケット、左からSLV、ASLV、PSLV、GSLV MK I/II、GSLV MK III

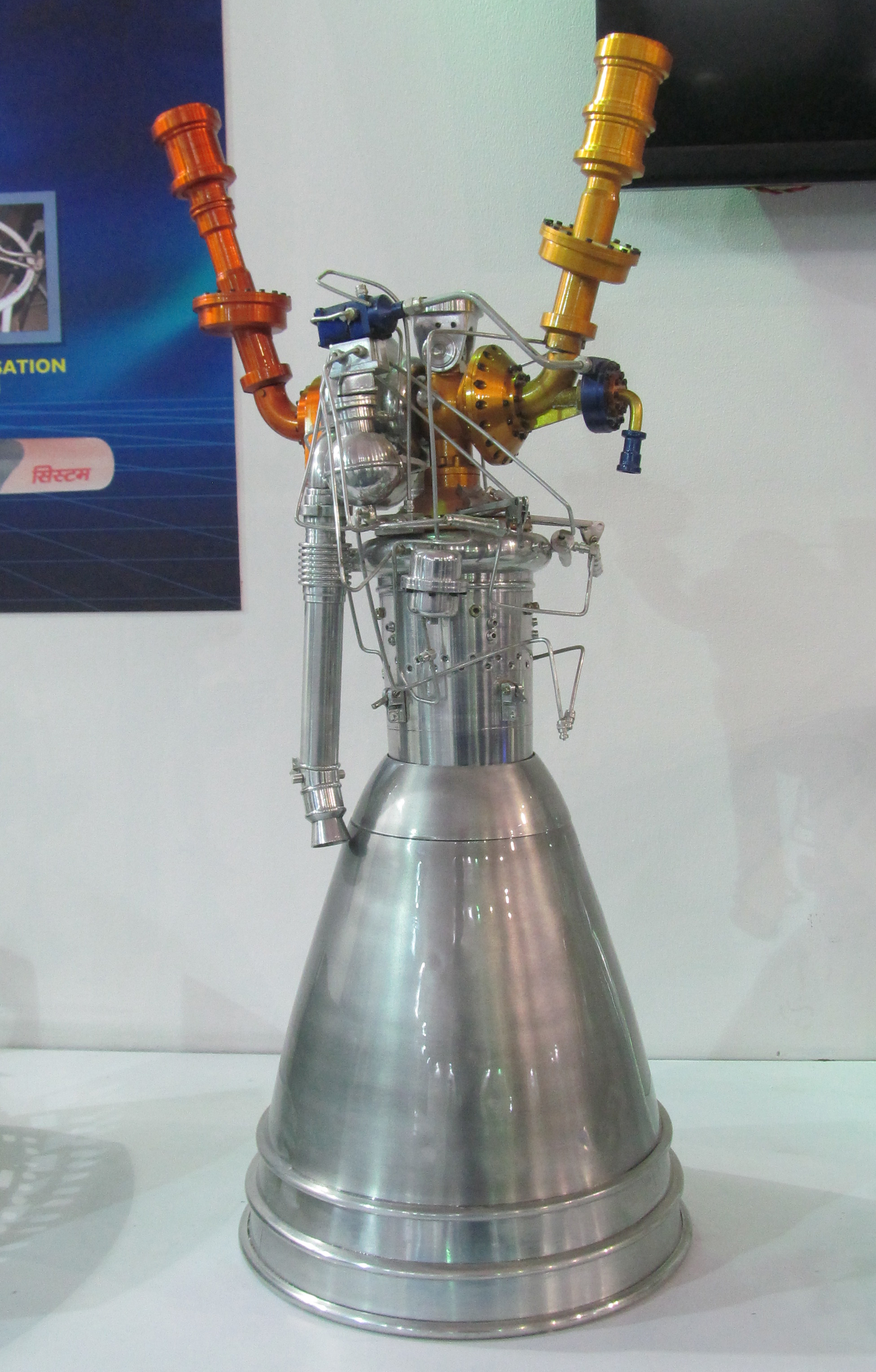
ISROのヴィカースエンジン

インドは現在以下の2系列のロケットを保有している
- PSLV (極軌道打ち上げロケット) : 低軌道に3.25トン、太陽同期軌道で1.6トンまでの貨物を投入できる。初飛行は1993年であり、2016年までに29回打ち上げられ、失敗1回、部分的失敗1回となっている。名称どおり太陽同期軌道への衛星打ち上げや低軌道への打ち上げなどに利用されている。この軌道は地球観測衛星インドリモートセンシング衛星（英語版）(IRS)系列の軌道となっている。
- GSLV (対地同期軌道打ち上げロケット) : 3段式ロケット。PSLVより大幅に打ち上げ能力が向上しており、静止トランスファ軌道に2.5トンまでの貨物を投入できる。通信衛星の打ち上げなどに利用されている。初打ち上げは2001年に行われ、2016年までに9回打ち上げられ、失敗4回、部分的失敗1回となっている。

## 科学計画

### 太陽系探査
チャンドラヤーン計画はインド初の宇宙探査計画で、2003年8月に公表、2008年10月22日に2年間の探査計画でチャンドラヤーン1号がサティシュ・ダワン宇宙センターから打ち上げられている。計画では月面地図を作成し、月の地殻と、月の局地の氷の観測を行った。チャンドラヤーンとの通信は2009年8月末に途絶している。

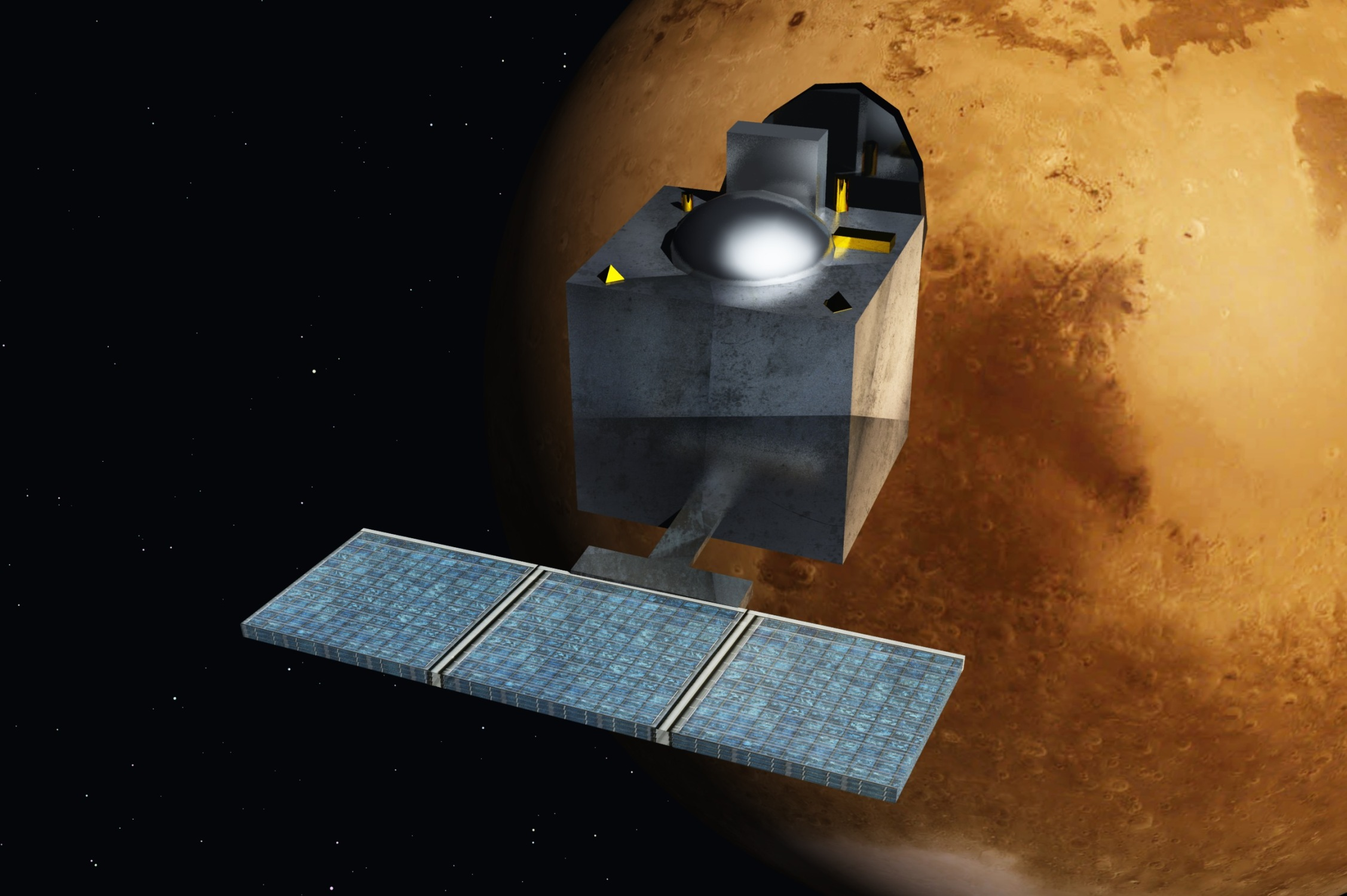
MOM火星探査機

後継計画として、2013年の予定で月周回機と着陸機、月面車などで月面土壌の研究を行うより野心的な計画としてチャンドラヤーン2号計画が立てられた。当初、ロシアが着陸機と月面車を開発し乗せる計画であったが、フォボス・グルント失敗後の再検討の結果、インド単独での計画に変更された。ISROは計画を継続しており2016年末打ち上げを計画している。
2012年8月、2013年打ち上げを目標とする火星探査計画として火星周回探査機マーズ・オービター・ミッション(MOM)が発表された。計画は2010年に始められたが、急速に作業が進められ、2013年11月5日にPSLV-XLで地球周回軌道に投入後、2013年12月1日に火星への遷移軌道に投入された。2014年9月24日には予定通り火星周回軌道への投入に成功し、インドはアジアで初めて火星周回軌道に探査機を投入した国となった。

### 宇宙天文学
アストロサットは2015年9月28日にPSLVで打ち上げられたインド初の宇宙望遠鏡である。1996年に衛星搭載で打ち上げられたインドX線天文学実験(IXAE)の成功後、ISROは天文学に特化した人工衛星の開発継続が認められた。
アストロサットで提案された設計では多数の波長を観察することが可能であり、可視光、近紫外、遠紫外、軟X線、硬X線の5種類を観測できるように装置が搭載されている。

## 衛星応用

### 対地観測衛星
対地観測衛星の技術習得のために1979年と81年にバースカラ衛星が打ち上げられた。これに続いてインドは農業、林業、水資源管理、環境、漁業、沿岸管理などの分野において国家の経済開発を助けるために独自の対地観測衛星の開発をはじめ、ISROがインドリモートセンシング衛星(IRS)を開発を始めた。また、宇宙庁に国家天然資源管理システム(NNRMS)の枠組みの下、国家リモートセンシングセンターが設立され、衛星の設計と収集データ拾得、データの他者への配分を担当することになった。IRSは1988年に1号機が打ち上げられた。
高分解能衛星の登場によって、都市・インフラ整備計画分野での新しい技術応用が可能になった。Cartosat-2A以降、IRS-1D、オーシャンサット1号、技術実験衛星、リソースサット1号、CARTOSAT-1、CARTOSAT-2、CARTOSAT-2A、CARTOSAT-2B、IMS-1等が運用されており、これらの衛星はすべて太陽同期軌道に投入されている。

### 気象・通信衛星
INSATは電気通信、気象、捜索救難などの需要に応じてISROが立ち上げた静止軌道衛星である。最初の衛星は1983年に打ち上げられ、現在アジア太平洋で最大の衛星ネットワークとなっている。INSAT衛星はインドの放送ニーズに応えC、S、拡張C、Kuバンドなどの周波数の合計199の送受信トランスポンダを保有する。いくつかの衛星は気象計量のための超高解像度放射計(VHRR)と高解像度固体撮像素子を搭載する。またコスパス・サーサット計画に基づき遭難者捜索用の位置指示信号受信装置も搭載する。

### IRNSS測位システム
インド地域航法衛星システム(IRNSS)は7機の衛星からなる衛星測位システムである。1機目となったIRNSS-1Aは1425kgで、2013年7月1日にPSLV-C22によって軌道に投入された。以降、2機目のIRNSS-1Bは2014年4月23日に、3機目のIRNSS-1Cは2014年10月16日に、4機目のIRNSS-1Dは2015年3月28日に、5機目のIRNSS-1Eは2016年1月20日に、6機目のIRNSS-1Fは2016年3月10日に、7機目のIRNSS-1Gは2016年4月28日に軌道投入され、すべての衛星が揃った。IRNSSは2016年の運用開始が見込まれている。衛星はI-1K衛星バスを基礎としており、7機の衛星が通過するインドやその周辺の南アジアの1500kmの範囲をカバーできる。

## 軍事
2008年、ISROがレーダー観測衛星RISAT-1を開発していた最中にムンバイ同時多発テロが発生した。外的脅威に対応して、インドは緊急でイスラエルから購入したレーダー偵察衛星RISAT-2を2009年4月20日にPSLVで打ち上げ、軌道に投入した。RISAT-2は合成開口レーダーを搭載している。RISAT-1は2012年4月26日にPSLVで打ち上げられ、軌道に投入された。両衛星は軍民両用の目的で打ち上げられている.
　軍専用衛星としては2013年8月30日、インド海軍の静止衛星GSAT-7がアリアン5で軌道投入された。この衛星は艦隊通信や海岸線監視を目的としている。今後打ち上げ予定のGSAT-7Aと統合的に運用される予定で、GSAT-7Aは陸空軍とも情報共有する計画である。
2015年8月27日、GSLV-D6で打ち上げられたGSAT-6はCバンド帯利用の通信衛星で軍事利用が意図されている。
ミサイル関連では防衛研究開発機関がアグニなどの弾道ミサイルの開発や、ミサイル防衛システムを開発している。

## 有人宇宙飛行計画
ISROは有人宇宙飛行の技術と運営の基礎的情報を得るために予備的調査を開始した。計画は自国領土に戻って着陸できる自律飛行型の宇宙カプセルで2-3名の飛行士を300kmに渡って地球を周回させるものである。ISROは、2012年3月末の時点で有人宇宙飛行の要素技術の研究開発計画に予算の1%程度(2800万USドル)使用とされる。2014年12月18日、GSLV Mk-III型の打ち上げで1機目のカプセルの試験が行われている。

## 宇宙産業
国営企業アントリクス社が衛星画像の取り扱いのほか、衛星打ち上げ、衛星バスによる衛星製造受注なども行っている。
国営企業を除く航空宇宙系企業では、軍用航空機などを製造するヒンドスタン航空機が存在し、PSLVの上段ロケットCE-7.5の製造やその後継機の開発を行っている。また、ゴドレジ&ボイス社はヴィカースエンジンとその後継機の開発を行っている。

## 註